# Patience (poème)
Pour les articles homonymes, voir Patience (homonymie).
Patience est un poème allitératif en moyen anglais écrit à la fin du XIVe siècle.
Son auteur est inconnu, mais il est parfois attribué au Pearl Poet, d'après son style et le dialecte qu'il emploie, et rapproché des poèmes Sire Gauvain et le chevalier vert, Pearl et Cleanness.
Le manuscrit, Cotton Nero A.x, se trouve au British Museum. Ce poème fut pour la première fois édité par la Early English Text Society dans Early English Alliterative Poems in the West Midland Dialect of the Fourteenth Century.
Patience est un poème didactique et homilétique de 530 vers. Il utilise de façon régulière l'allitération, avec généralement trois mots par vers. Le narrateur, non identifié, parle à la première personne pendant la totalité du poème. Il commence par louer la patience, la classant parmi huit vertus (qu'il appelle bénédictions), l'associant étroitement à la pauvreté, et conseillant de ne pas se plaindre de son destin, ni de lutter contre lui (v. 1-56). Le reste du poème utilise l'histoire de Jonas comme exemplum illustrant et justifiant l'admonestation d'accepter avec patience la volonté de Dieu.
La majeure partie du poème paraphrase le Livre de Jonas, mais le poète a développé le texte en de nombreux endroits. Ses développements sont généralement d'un ton familier, notamment dans les prières de Jonas et ses conversations avec Dieu. Plusieurs descriptions concrètes ont également été ajoutées.

### Éditions
- William Vantuono (éd.), The Pearl Poems: An Omnibus Edition, Garland Publishers, New York, 1984,  (ISBN 0-8240-5450-4) (première édition)  (ISBN 0-8240-5451-2) (deuxième édition) — texte en moyen anglais et en anglais moderne
- Malcolm Andrew, Ronald Waldron, The Poems of the Pearl Manuscript, University of California Press, Berkeley, 2002  (ISBN 0-85989-514-9) (quatrième édition)

### Traductions
- Casey Finch, The Complete Works of the Pearl Poet, University of California Press, Berkeley, 1993  (ISBN 0-520-07871-3)

### Commentaire et critique
- Normand Berlin, « 'Patience:' A Study in Poetic Elaboration », Studia Neophilologica n° 33, 1961, pp. 80-85
- Adam Brooke Davis, « What the Poet of 'Patience' Really Did to the Book of Jonah », Viator n° 22, 1991, pp. 267-78
- F. N. M. Diekstra, « Jonah and 'Patience:' The Psychology of a Prophet », English Studies n° 55, 1974, pp. 205-217.
- John B. Friedman, « Figural Typology in the Middle English 'Patience' », in The Alliterative Tradition in the Fourteenth Century, édité par Bernard S. Levy et Paul E. Szarmach, Kent, 1981
- Ordelle G. Hill, « The Late-Latin 'De Jona' as a Source for 'Patience' », Journal of English and Germanic Philology n° 66, 1967, pp. 21-25

## Source
- (en) Cet article est partiellement ou en totalité issu de l’article de Wikipédia en anglais intitulé « Patience (poem) » (voir la liste des auteurs).